# 맥스 페인 (비디오 게임)
맥스 페인(Max Payne)은 레미디 엔터테인먼트에서 제작한 3인칭 슈팅 게임이다. 필름 누아르 스타일을 잘 살린 연출과 분위기, 진행등으로 많은 극찬과 인기를 얻은 게임으로, 제작사의 사명이 널리 알려지게 된 계기가 되었으며 2008년에는 극장용 영화로도 방영되었다.

## 게임 방식
3인칭 액션 게임으로써 게이머는 주인공 캐릭터를 뒤에서 내려다 보는 시점으로 진행한다. 블릿 타임이라는 기능을 이용 시간을 조정하여 총알을 피하거나 다수의 적을 제압할 수 있으며 다수의 사람과 멀티플레이는 불가능하다. 또한 모드를 통하여 다른 방식의 게임을 즐길수도 있다.

### 불렛 타임
불렛타임 시스템은 맥스페인에서 처음으로 도입된 시스템으로써 사용자가 게임의 시간을 조정하여 게임 자체에 영향을 주게 된다. 기능을 사용함으로써 유저는 총알을 피하거나 다수의 적을 쉽게 제압할 수 있다. 느와르 특성을 잘 살린 시스템으로써 이 게임이후 많은 게임들이 위와 유사한 시스템을 도입하게 되었다.

## 등장인물
맥스 페인 (Max Payne)
그는 아름다운 아내를 맞이하고 아이를 가진, 한마디로 아메리칸 드림을 꿈꾸었던 뉴욕 경찰이었다. 3년 전 친구인 알렉스에게 담배를 끊는걸 공식적으로 알린 날에 아내와 아이를 마약에 취한 자들에게 살해당하는 슬픔을 겪었다. 그 후, 마약단속국으로 부서를 옮겨 원흉을 쫓아 마피아에 잠임수사를 들어갔다. 이후 2008년에 제작된 극장판 영화에서도 등장한다.
알렉스 발더 (Alex Balder)
맥스의 동료 경찰관으로 마약전담반 소속이었다. 맥스와는 함께 마약전담반에서 일하자고 권유할 정도로 친한 사이였다. 정보를 전달받기 위해 잠입 수사중인 맥스와 접선을 하던 도중, 누군가로부터 뒷머리에 총격을 받고 그 자리에서 순직하였다.
블라디미르 "블라드" 렘 (Vladimir "Vlad" Lem)
러시아 마피아의 두목으로, 그의 세력은 연이은 펀치넬로 집단과 루피노의 갱단에 의해 입지가 좁아져 있었다. 루피노의 건물에 폭약을 퍼트리므로서, 용기를 발휘하였다. 루피노의 주점을 벗어나 걷고있던 맥스와 접선하여 그가 골치거리를 없애주는 대신, 블라드가 무기를 제공하는 거래로 친분을 다졌다. 이 후, 펀치넬로 가의 세력이 와해됨에 따라 잃었던 다시 세력을 회복하고 기반을 다졌다.
모나 삭스 (Mona Sax)
돈 펀치넬로의 아내인 안젤라의 쌍둥이 여동생이자 청부살인업자, 막간에는 니콜혼에게 고용되었으나, 역으로 맥스를 돕다가 머리에 총상을 입고, 승강기에 쓰려졌다. 생존여부는 불명.
잭 루피노(Jack Lupino)

빈센트 "비니" 고그니티(Vincent "Vinnie" Gognitti)
루피노 패밀리의 중급 간부로 비지니스 수완은 좋지만, 용기가 부족하다. 루피노가 있는 곳을 알아내려는 맥스에게 쫓긴 끝에 실토하지만, 사살되지 않고 살아남았다.
돈 펀치넬로(Don Punchinello)
니콜의 요원들에 의해 살해되었다.
B.B.
맥스와 알렉스의 동료 경찰, 루피노 패밀리에서 잠입 수사중인 맥스의 알렉스와 더블어 유일한 경찰로의 연락망이었다. 그에게 로스코 거리의 지하철 역에서 접선을 할 것을 권한 다음, 알렉스를 사살하고 맥스에게 누명을 씌움과 동시에 그가 경찰임을 폭로하였다. 이후, 모든 것을 알게 된 맥스는 그가 부패한 경찰임을 눈치채고 그와 총격전을 벌여 사살하였다.
니콜 혼(Nicole Horn)
모든일의 시작이자 아에시르 그룹의 총책임자이며 발키리(V) 라는 신종약물을 개발한 인물이다 발키리에 중독된 실험체들을 맥스페인의 집에 보낸것도 니콜 혼의 짓이었다. 마지막에 결국 맥스가 아에시르 건물의 안테나 기둥을 고정하고 있던 케이블을 모두 끊어 그 기둥이 니콜의 헬기에 부딪혀 죽음을 맞았다

## 수상 내역
- 2001년 E3: “Best PC Game”, “Best Action Game” 부문 - 노미네이트

## 같이 보기
- 맥스 페인 2: 더 폴 오브 맥스 페인
- 맥스 페인